# Chaswe Nsofwa
Chaswe Nsofwa (22. listopada 1978. ili 1980. – Beer Ševa, 29. kolovoza 2007.) bio je zambijski nogometni napadač i reprezentativac. Preminuo je na treningu, 29. kolovoza 2007. u izraelskom gradu Beer Ševa, od posljedica srčanog udara.

## Proba u Hajduku
U zimskom prijelaznom roku u sezoni 2002./03. Chaswe Nsofwa je došao na probu u splitski Hajduk. Doveo ga je menadžer Mate Josipović, no Nsofwa se, kao ni drugi Afrikanac, Kamerunac William Tabi, nije uspio nametnuti tadašnjem treneru Zoranu Vuliću. Angažman je našao u ruskom Krilja Sovjetovu iz Samare.

## Kontroverze
Kao i kod mnogih drugih mladih afričkih nogometaša, godina rođenja Chaswea Nsofwe je sporna. Iako je na U-20 prvenstvu Afrike 1999. kao godina rođenja navedena 1980. godina, po svemu sudeći Nsofwa je bio rođen dvije godine ranije.

## Tragična smrt
Dana 29. kolovoza 2007. Chaswe Nsofwa se srušio na travnjak za vrijeme treninga svog kluba, Hapoel Be'er Sheva F.C. Unatoč brzoj intervenciji izraelske hitne pomoći i brojnim pokušajima reanimacije, po dolasku u bolnicu konstatirana je Nsofwina smrt. Tako se Chaswe Nsofwa pridružio sve brojnijoj skupini nogometaša koji su umrli na travnjaku. Vijest je u svjetskim medijima dobila dodatni publicitet jer je povezana s gotovo identičnom smrću mladog španjolskog nogometaša Antonija Puerte, koja se dogodila samo dan ranije.
Nsofwa je pokopan u Lusaki 6. rujna 2007. U znak počasti, Hapoel Be'er Sheva je umirovio dres s brojem 6.